# Міжнародні відносини Ватикану
Міжнародні відносини Ватикану — сукупність двосторонніх відносин Святого Престолу та Міста-держави Ватикан  з іншими державами, а також участь Ватикану у роботі міжнародних організацій та інших міжнародних інституцій. 

## Міжнародно-правовий статус Святого Престолу
Статус Ватикану в міжнародному праві — Допоміжна суверенна територія Святого Престолу, резиденція вищого духовного керівництва римсько-католицької церкви. Суверенітет Ватикану не є самостійним (національним), а випливає з суверенітету Святого престолу. Іншими словами, його джерело — не населення Ватикану, а саме папський престол. Кафедра Римських єпископів визнається суверенним суб'єктом міжнародного права з ранньосередньовічних часів. І в період між 1860 р. до укладення Латеранських угод 1929 р. суверенітет Святого Престолу визнавався не тільки католицькими державами, але також Росією, Пруссією і Австро-Угорщиною.

## Реалізація міжнародної місії Святого Престолу
Унікальне положення Апостольського Престолу в системі суб’єктів міжнародного права, його особлива правова природа і релігійна специфіка обумовлюють методи його діяльності на міжнародній арені, спрямованість зовнішньополітичних цілей і пріоритетів. Основним вектором політики папства є питання захисту прав і свобод людини, особливо релігійних, і церкви в цілому, а також діяльність щодо запобігання міжнародних конфліктів. 
На міжнародній арені Святий Престол виступає через: а) діяльність Папи: його особистість, його апостольські подорожі і т.д.; б) апостольську діяльність Державного Секретаріату (Secretaria Status); в) Папське Представництво за кордоном, що використовує дипломатичний інструментарій (дипломатичне право і дипломатичну техніку), щоб забезпечити щоденну присутність Верховного Первосвященика при окремих Церквах і урядах.

## Система органів зовнішніх зносин Святого Престолу
Дипломатичні відносини Ватикану і Святого Престолу знаходяться у віданні Секції відносин з державами Державного секретаріату. Секцію очолює Секретар з відносин з державами в сані архієпископа — нині Домініке Мамберті (Dominique Mamberti), титулярний архієпископ Сагони.
Дипломатичні місії іноземних держав акредитуються при Святому Престолі, а не при місті-державі Ватикан. Іноземні посольства і представництва, акредитовані при Святому Престолі, зважаючи на малу територію Ватикану, розміщені в Римі (включаючи і посольство Італії, яке, таким чином, знаходиться в її власній столиці).
Святий Престол підтримує дипломатичні відносини з 174 країнами світу, у тому числі з ЄС і з Організацією визволення Палестини і є членом 15 організацій, у тому числі ВООЗ, СОТ, ЮНЕСКО, ОБСЄ та ФАО.
На початку 1990-х Ватикан встановив дипломатичні відносини з країнами Східної та Центральної Європи, які раніше перебували під управлінням комуністичних партій, а також з низкою держав колишнього Радянського Союзу. Ватикан активно виступає за збереження миру і врегулювання міжнародних конфліктів. У 1991 він застерігав від війни в Перській затоці. Католицька церква відігравала значну роль у припиненні громадянських воєн в Центральній Америці. Під час поїздок в цей регіон папа Іван Павло  ІІ закликав до припинення громадянської війни в Гватемалі, примиренню в Нікарагуа, утвердженню «нової культури солідарності та любові».
Святий Престол — найстаріший (1942 рік) дипломатичний союзник Китайської Республіки і нині є єдиним суверенним суб'єктом міжнародного права в Європі, що формально визнає Китайську Республіку.
У 2007 році Святим Престолом були встановлені дипломатичні відносини з Саудівською Аравією.
Святий Престол (не Ватикан) є постійним спостерігачем при ООН з 1964 року, співпрацюючи з організацією з 1957 року. У 1971 році Святий Престол заявив про своє рішення дотримуватися Договору про нерозповсюдження ядерної зброї, щоб «надати моральну підтримку принципам, які служать основою самого Договору». У липні 2004 року права місії Святого Престолу при ООН були розширені. Крім того, з серпня 2008 року Ватикан почав співпрацю з Інтерполом на постійній 
основі.

## Підготовка дипломатичних кадрів Святого Престолу
Підготовка дипломатичних кадрів Святого Престолу здійснюється через Папську церковну академію, яка готує, враховуючи подвійну місію дипломатії Апостольської столиці, як відданих Папі священиків, так і професійних дипломатів. Характерним є те, що дипломатами Святого Престолу, як правило, стають лише високоосвічені священики, які мають докторський ступінь і володіють багатьма іноземними мовами.

## Міждержавні відносини Ватикану та України
Незалежна Україна встановила дипломатичні відносини з Ватиканом 8 лютого 1992 р. через відкриття Апостольської нунціатури.